# St. Vitus (Zaisering)

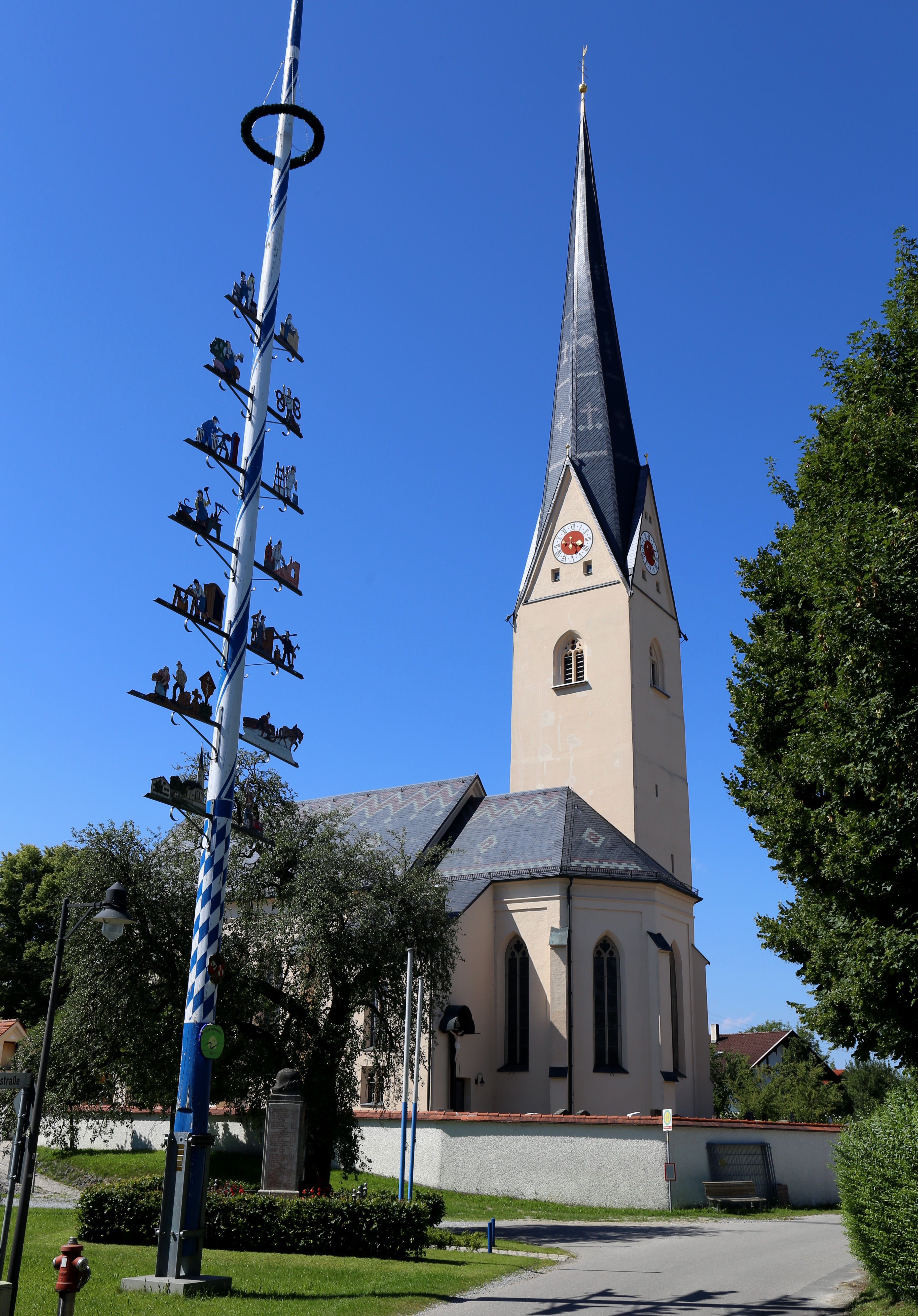
St. Vitus in Zaisering

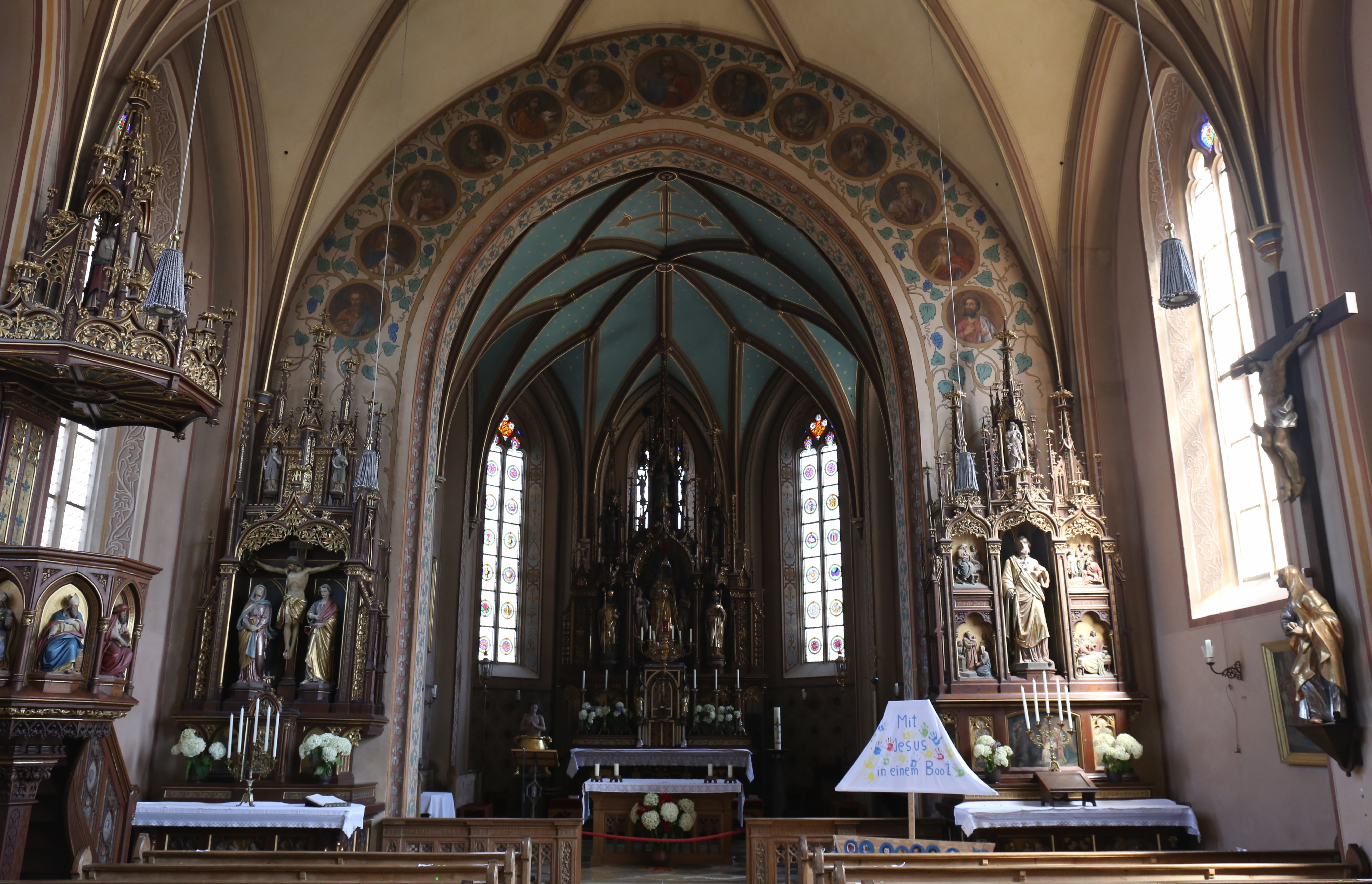
Innenraum

Die römisch-katholische Filialkirche St. Vitus steht in Zaisering, einem Gemeindeteil von Vogtareuth im oberbayerischen Landkreis Rosenheim. Das Bauwerk gehört zu den Baudenkmalen der Gemeinde Vogtareuth und ist in der Bayerischen Denkmalliste unter der Nr. D-1-87-181-32 eingetragen. Die Kirche ist Teil des Dekanats Rosenheim im Erzbistum München und Freising.

## Beschreibung
Die neugotische Saalkirche wurde 1881/82 nach Plänen von Michael Gaisberger unter Verwendung von Teilen des spätgotischen Vorgängerbaus errichtet. Sie besteht aus dem Langhaus, dem eingezogenen, dreiseitig geschlossenen Chor im Osten, die beide von Strebepfeilern gestützt werden, der Sakristei an der Südwand und dem Chorflankenturm an der Nordwand des Chors. Zwischen den Giebeln mit den Zifferblättern der Turmuhr erhebt sich ein spitzer Helm. Die Altäre und die Kanzel wurden 1882/83 von Joseph Elsner senior gestaltet.

## Orgel

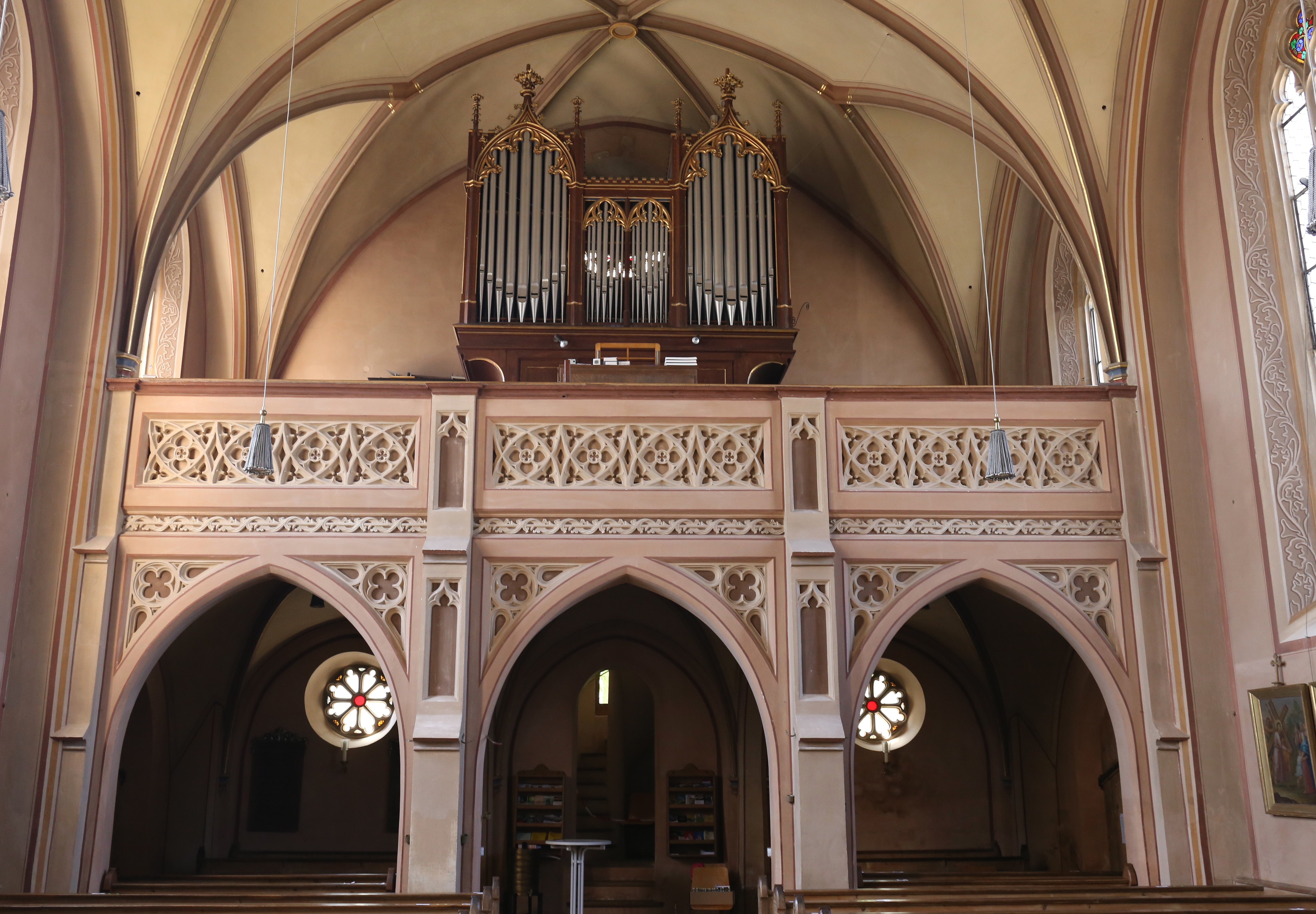
Orgel

Die Orgel mit zehn Registern auf einem Manual und Pedal wurde 1882 von Jakob Müller mit einem neugotischen Prospekt erbaut. 1965 wurde das Instrument umgebaut. Bei dieser Maßnahme erhielt es einen neuen Spieltisch. Die Disposition lautet:
| Manual C–f3 |       |
| Principal   | 8′    |
| Gedeckt     | 8′    |
| Salicional  | 8′    |
| Octav       | 4′    |
| Rohrflöte   | 4′    |
| Nachthorn   | 2′    |
| Spitzquinte | 1 ⁄3′ |
| Mixtur IV   | 1 ⁄3′ |

| Pedal C–d1 |     |
| Subbass    | 16′ |
| Octavbass  | 08′ |